# Microdontomerus ciscida
Microdontomerus ciscida är en stekelart som beskrevs av Grissell 2005. Microdontomerus ciscida ingår i släktet Microdontomerus och familjen gallglanssteklar. Inga underarter finns listade i Catalogue of Life.